# Dominik Wichmann

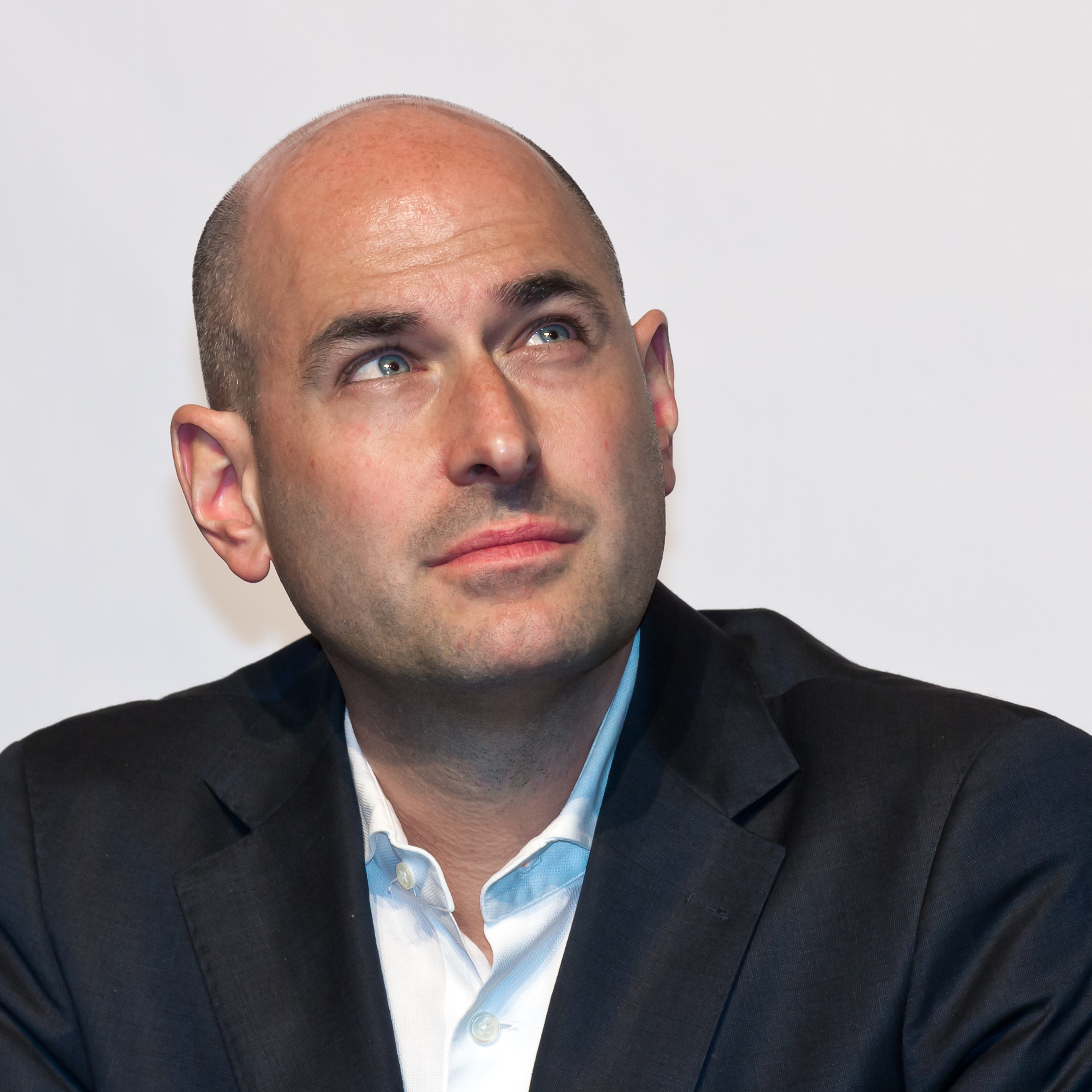
Dominik Wichmann (2014)

 Dominik Wichmann (* 6. September 1971 in München) ist ein deutscher Journalist, Buchautor und Unternehmer.

## Leben
Dominik Wichmann besuchte die Berliner Journalisten-Schule und studierte Politikwissenschaft, Philosophie und Amerikanische Kulturgeschichte an der Ludwig-Maximilians-Universität München, der Universität Erfurt sowie der Harvard University.

### Journalismus
Von Juni 2000 bis April 2011 war Wichmann Chefredakteur des SZ-Magazins. 2006 wurde Wichmann bei Dietmar Herz an der Staatswissenschaftlichen Fakultät der Universität Erfurt mit der Arbeit Glaubensbekenntnis Bundesrepublik: Nationsbildungsprozesse in den Jahren 1982 bis 1989 zum Dr. rer. pol. promoviert.
Zum 1. Juli 2011 wurde Wichmann stellvertretender Chefredakteur beim Stern. Im Januar 2013 rückte er gleichberechtigt neben den bisherigen Chefs Thomas Osterkorn und Andreas Petzold in die Position des Co-Chefredakteurs auf. Von Mai 2013 an war er alleiniger Chefredakteur. Im Sommer 2014 trennte sich der Stern vorzeitig von Wichmann. Branchenmedien zufolge wurde an Wichmann „mangelnde Kommunikation und ein autoritärer Führungsstil“ kritisiert, außerdem habe er in der Redaktion „nicht Fuß fassen können“.

### DLD
Von September 2015 bis Februar 2017 war Wichmann bei der internationalen Konferenz- und Innovationsplattform Digital Life Design (DLD) als Chefredakteur und zusätzlicher Geschäftsführer neben DLD-Gründerin Steffi Czerny tätig.

### Looping Group
Anschließend gründete Wichmann gemeinsam mit Robin Houcken, Peter Greve und Rüdiger Barth die Looping Group. Tätigkeitsbereich des an mehreren Standorten in Deutschland und in Großbritannien tätigen Unternehmens ist Content Marketing, Advertising und Publishing. Wichmann ist deshalb auch Herausgeber der von der Looping Group 2020 erworbenen und seitdem verlegten Medienmarken Madame und Monsieur. Zudem berät er als Advising Publisher die Startup-Konferenz „Bits & Pretzels“.
Im Oktober 2023 meldete die Looping-Mutterfirma Olando GmbH Insolvenz an. Ursachen der Schieflage waren nach Expertenmeinung Differenzen mit der für BMW exklusiv arbeitenden Agentur – und Looping-Haupt-Auftraggeberin – „The Game“ sowie in außergewöhnlichen Vorleistungen Loopings für BMW im Rahmen der IAA Mobility. Laut Insolvenzverwalter Ivo-Meinert Willrodt ist die Fortführung des Geschäftsbetriebs durch eine nunmehr direkte Kundenbeziehung zu BMW gesichert. Im Januar 2024 stieg der Wort & Bild-Verlag mehrheitlich bei Looping ein und gründete die neue gemeinsame Firma „Looping Brand Media GmbH“. Geschäftsführer ist zunächst „Wort & Bild“-Chef Andreas Arntzen, Wichmann und Houcken sollen ebenfalls zu Geschäftsführern berufen werden, so Arntzen (Stand: Mitte Februar 2024). Die Titel Madame und Monsieur sind ebenfalls von Looping Brand Media aus der Insolvenzmasse übernommen worden.

### Veröffentlichungen
Das Buch „Zwischen zwei Leben“, das er mit dem an Leukämie erkrankten Politiker und ehemaligen Außenminister Guido Westerwelle schrieb, stand mehr als zehn Wochen auf der Spiegel-Bestsellerliste und wurde von der Frankfurter Allgemeinen Sonntagszeitung als „wohl bestes Politikerbuch der vergangenen Jahre“ bezeichnet.
Im Oktober 2018 veröffentlichte Tina Turner ihre zweite Autobiografie „My Love Story - Tina Turner - Die Autobiografie“, die Wichmann zusammen mit ihr und der US-Autorin Deborah Davis verfasste. Das Buch wurde in über 20 Sprachen übersetzt und schaffte es bis in die Bestseller-Liste der New York Times.

### Sonstiges
Dominik Wichmann unterrichtete an der Hamburger Henri-Nannen-Schule, der Deutschen Journalistenschule in München sowie an der MAZ in Luzern und war Gastprofessor an der Ecole cantonale d’art de Lausanne (ECAL). Er war Jurymitglied des CNN Journalist Award, des LeadAwards sowie 2010 und 2011 des Arthur-F.-Burns-Preises des Auswärtigen Amtes. Er war Mitglied des Art Directors Club.

## Auszeichnungen
1995 erhielt Wichmann das Arthur-F.-Burns-Fellowship. 1996 wurde er mit dem Axel-Springer-Preis für junge Journalisten ausgezeichnet. Im gleichen Jahr nahm Wichmann den Arthur-F.-Burns-Preis des Auswärtigen Amtes sowie den Friedrich-Vogel-Förderpreis für Wirtschaftsjournalisten entgegen.  2006 wurde er in der Kategorie Magazinjournalismus als Journalist des Jahres mit dem Goldenen Prometheus geehrt. In den Jahren 2011 und 2013 erhielt Dominik Wichmann vom Medium Magazin die Auszeichnung als einer der Chefredakteure des Jahres.

## Werke
- Jenseits von Utopia. Amerikanische Träume. 2000, ISBN 3-85452-731-4.
- Das Haus der Gegenwart. 2001, ISBN 3-7757-1147-3.
- Lexikon des frühen 21. Jahrhunderts. 2005, ISBN 3-86615-222-1.
- Sagen Sie jetzt nichts: Interviews ganz ohne Worte. 2008, ISBN 978-3-86615-657-9.
- Als Herausgeber: Rätsel des Alltags: Die wirklich wichtigen Fragen der Menschheit, beantwortet vom Süddeutsche Zeitung-Magazin. 2009, ISBN 978-3-442-15602-3.
- Zwanzigzehn. 20 Jahre – 10 Bände. 2010, ISBN 978-3-86615-774-3.
- Zusammen mit Guido Westerwelle: Zwischen zwei Leben. Von Liebe, Tod und Zuversicht. Hoffmann und Campe, Hamburg 2015, ISBN 978-3-455-50390-6.
- Zusammen mit Ulf Erdmann Ziegler: Bernd & Hilla Becher im Gespräch. Zwei Interviews. Schirmer/Mosel, München 2016, ISBN 978-3-8296-0752-0. (Mit 45 Abbildungen)
- Zusammen mit Deborah Davis: My Love Story: Tina Turner: Die Autobiografie. 2019, ISBN 978-3-328-60059-6.